# Iglesia de Nuestra Señora (Aarhus)
La Iglesia de Nuestra Señora (en danés: Vor Frue Kirke o Katolske Vor Frue Kirke) es un templo católico en Aarhus, Dinamarca. La iglesia está situada en el centro del barrio de "Indre by" en la calle peatonal Ryesgade, cerca de la estación central y el Ayuntamiento. Es una iglesia católica bajo la administración de la diócesis de Copenhague; construida entre 1877 y 1880 con el diseño del arquitecto alemán Franz Schmitz y restaurada por el arquitecto Carl R. Frederiksen. La iglesia tiene capacidad para 500 personas. 
La congregación es la mayor en su tipo en Dinamarca que consiste en 3500 miembros de 89 países diferentes. Especialmente Vietnam está bien representada, pero también personas católicas de Irak, Polonia, Chile y alemanes.